# Comté de Kalkaska
Le comté de Kalkaska (Kalkaska County en anglais) est dans le nord-ouest de la péninsule inférieure de l'État du Michigan. Son siège est à Kalkaska. Selon le recensement de 2010, sa population est de 17 153 habitants.

## Géographie
Le comté a une superficie de 1 478 km2, dont 1 453 km2 de terres.

### Comtés adjacents
- Comté d'Antrim (nord)
- Comté de Crawford (est)
- Comté de Missaukee (sud)
- Comté de Grand Traverse (ouest)